# Торгауский договор
Торга́уский договор (нем. Vertrag von Torgau) — договор, закрепивший лидирующие позиции курфюрста Морица Саксонского среди протестантских князей и сформировавший основы для заключительных переговоров с королём Франции Генрихом II. Был заключён 22 мая 1551 года в Лохау (ныне Аннабург) близ Торгау.
Договором были созданы правовые рамки для восстания протестантских князей против императора Священной Римской империи Карла V. Мориц Саксонский окончательно перешёл в этом противостоянии на другую сторону. До начала восстания 15 января 1552 года был заключён Шамборский договор.